# Lymania smithii
Lymania smithii är en gräsväxtart som beskrevs av Robert William Read. Lymania smithii ingår i släktet Lymania och familjen Bromeliaceae. Inga underarter finns listade i Catalogue of Life.

## Bildgalleri

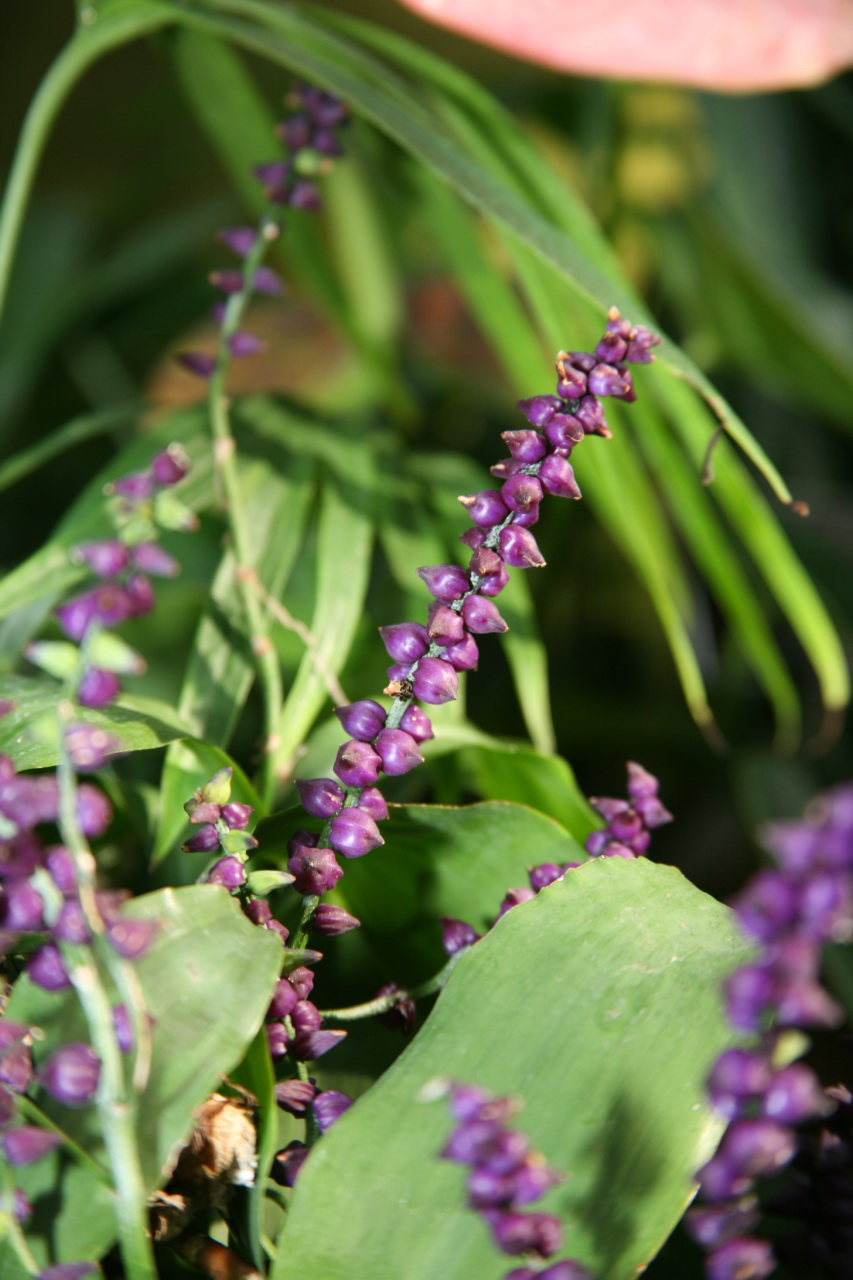
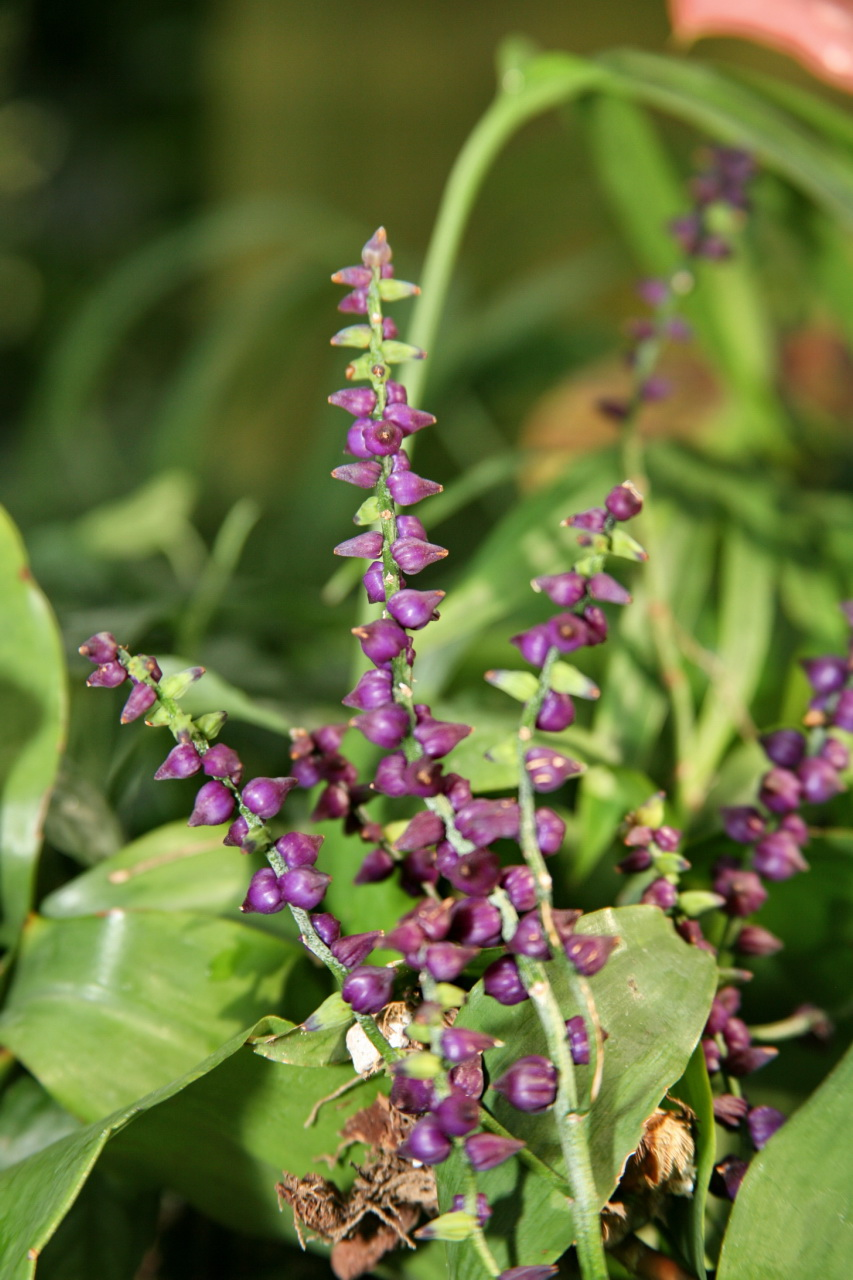